# Solö
Solö är en ö och bebyggelse i Norrtälje kommun, Stockholms län. Den ligger mellan Penningby och Furusund vid länsväg 278.
Bebyggelsen avgränsades från 2018 till 2023 av SCB till en del av tätorten Grovstanäs, Hysingsvik och Solö. År 2023 delades området i två småorter och denna del avgränsades då till en separat småort.

## Solö
Solö är den första ön längs länsväg 278. På Solö finns en brygga för skärgårdstrafik, och som under våren, sommaren och vissa delar av hösten trafikeras reguljärt av fartyg i Waxholmsbolagets regi. På Solö finns även en badplats och som sköts av Solö Sim-Skoleförening.